# PH
 For alternative betydninger, se PH (flertydig). (Se også artikler, som begynder med PH)
|  | Denne artikel handler om den kemiske størrelse pH. Der er også en artikel om Poul Henningsen |
pH (af nogle antaget at betyde pondus Hydrogenii "vægt(ning) af hydrogenioner", men oprindeligt alene et resultat af, at det under forsøgsomstændighederne refererede til H+-koncentrationen i bæger p, mens bæger q tjente som reference) er en størrelse, der bruges til beskrivelse af en opløsnings surhedsgrad. Begrebet blev introduceret af den danske kemiker S.P.L. Sørensen og videreudviklet af bl.a. Johannes Nicolaus Brønsted. Et beslægtet begreb er pOH, der angiver en opløsnings alkalitet. Ved stuetemperatur betyder en pH på 7 neutral vandig opløsning, mens højere og lavere pH indikerer hhv. basisk og sur.
Ud fra definitionen kan pH altså betragtes som et mål for en opløsnings koncentration af hydroniumioner, H3O+, hvor lav pH angiver høj hydroniumionkoncentration, mens høj pH angiver lave koncentrationer af hydroniumionen.

## Definition
På grund af vands protolytiske egenskaber gælder følgende for rent vand ved 25 °C:
{\displaystyle [{\mbox{H}}_{3}{\mbox{O}}^{+}]=[{\mbox{OH}}^{-}]=1,0\cdot 10^{-7}{\text{ M}}}
og:
{\displaystyle [{\mbox{H}}_{3}{\mbox{O}}^{+}]\cdot [{\mbox{OH}}^{-}]=1,0\cdot 10^{-14}{\text{ M}}^{2}}
pH defineres nu som minus logaritmen til {\displaystyle {\mbox{H}}_{3}{\mbox{O}}^{+}}-koncentrationen, mens pOH defineres som minus logaritmen til {\displaystyle {\mbox{OH}}^{-}}-koncentrationen:
{\displaystyle {\begin{aligned}&{\mbox{pH}}=-\log[{\mbox{H}}_{3}{\mbox{O}}^{+}]\\&{\mbox{pOH}}=-\log[{\mbox{OH}}^{-}]\\\end{aligned}}}
Den førnævnte sammenhæng bliver nu interessant, hvis minus logaritmen tages på begge sider af lighedstegnet:
{\displaystyle K_{w}=[H_{3}O^{+}]\cdot [OH^{-}]\Leftrightarrow -\log K_{w}=pH+pOH}
Ved 25 °C må følgende naturligvis være sandt:
{\displaystyle {\mbox{pH}}+{\mbox{pOH}}=14}

## pH og pOH
Rent vand ved 25 °C har altså følgende pH:
{\displaystyle pH=-\log(1,0\cdot 10^{-7}M)=7,0}
Det defineres, at en opløsning kaldes neutral hvis pH er 7, den kaldes sur hvis pH er mindre end 7 og kaldes basisk hvis pH er større end 7.
|                   | [H3O+]               | [OH-]               | pH     | pOH     |
| ----------------- | -------------------- | ------------------- | ------ | ------- |
| Sur opløsning     | [H3O+] > 1,0 · 10 -7 | [OH-] < 1,0 · 10 -7 | pH < 7 | pOH > 7 |
| Neutral opløsning | [H3O+] = 1,0 · 10 -7 | [OH-] = 1,0 · 10 -7 | pH = 7 | pOH = 7 |
| Basisk opløsning  | [H3O+] < 1,0 · 10 -7 | [OH-] > 1,0 · 10 -7 | pH > 7 | pOH < 7 |

## Indikatorer
pH af en opløsning kan vises med forskellige typer indikatorer.
Dette er typisk væsker, der antager forskellige farve ved forskellige pH, såsom fenolftalein, methylorange, bromcresolgrønt, methylrødt, bromthymolblåt, thymolblåt eller papir med imprægneret indikatorvæsker – eksempelvis lakmuspapir. Lakmuspapir antager en bestemt
farve, afhængigt af pH for den opløsning, lakmuspapiret kommer i kontakt med.

## Måling
Normalt måles pH med et pH-meter. Det er et elektronisk instrument, hvor måleenheden udgøres af en ion-selektiv glaselektrode i forbindelse med den væske, der skal måles på. Glaselektroden er sensitiv over for hydroniumioner og kan derfor måle koncentrationen af hydroniumioner i den omgivende væske.

## Beregning af pH og pOH

### Opløsninger af syrer
Hvis en syre opløses i vand, vil opløsningens pH stige, fordi der dannes hydronium ved, at syren afgiver protoner til vandet. For en enkelt proton er reaktionen:
{\displaystyle {\text{HA (aq)}}+{\text{H}}_{2}{\text{O}}{\text{ (l)}}\rightleftharpoons {\text{A}}^{-}{\text{ (aq)}}+{\text{H}}_{3}{\text{O}}^{+}{\text{ (aq)}}}
hvor HA er syren og {\displaystyle {\text{A}}^{-}} er den korresponderende base.

#### Stærk syre
Den simpleste beregningsmodel antager, at syren dissocierer fuldstændig, hvilket gør den til en stærk syre. Dvs. at reaktionen kun forløber i én retning:
{\displaystyle {\text{HA (aq)}}+{\text{H}}_{2}{\text{O}}{\text{ (l)}}\rightarrow {\text{A}}^{-}{\text{ (aq)}}+{\text{H}}_{3}{\text{O}}^{+}{\text{ (aq)}}}
For en syre med en enkelt proton er hydronium-koncentrationen {\displaystyle [{\text{H}}_{3}{\text{O}}^{+}]} altså approksimativt lig med den oprindelige syrekoncentration {\displaystyle c_{s}}:
{\displaystyle [{\text{H}}_{3}{\text{O}}^{+}]=c_{s}}
Altså er pH:

| {\displaystyle pH=-\log \left(c_{s}\right)} | \| \| \| \| \| \| \| \| | (1) |
|                                             |                         |     |
|                                             |                         |     |
For en stærk syre, der afgiver {\displaystyle n} antal protoner, er pH:
{\displaystyle pH=-\log \left(nc_{s}\right)}

#### Svag syre
Mere generelt er syrers dissociation beskrevet med syrestyrkekonstanten {\displaystyle K_{s}}:
{\displaystyle K_{s}={\frac {[{\mbox{H}}_{3}{\mbox{O}}^{+}][{\mbox{A}}^{-}]}{[{\mbox{HA}}]}}}
Det ses, at beregningen for den stærke syre svarer til, at syrestyrkekonstanten er uendelig stor, mens svage syrer har små syrestyrkekonstanter.
Hvis hydronium-koncentrationen er givet ved {\displaystyle x}, er koncentrationen af den korresponderende base ligeledes {\displaystyle x}, mens syrekoncentrationen er den oprindelige koncentration minus {\displaystyle x}.
{\displaystyle [{\mbox{H}}_{3}{\mbox{O}}^{+}]=x}
{\displaystyle [{\mbox{A}}^{-}]=x}
{\displaystyle [{\mbox{HA}}]=c_{s}-x}
Syrestyrkekonstanten bliver altså:
{\displaystyle K_{s}={\frac {x^{2}}{c_{s}-x}}}
Dvs.:
{\displaystyle {\begin{aligned}K_{s}c_{s}-K_{s}x&=x^{2}\\0&=x^{2}+K_{s}x-K_{s}c_{s}\end{aligned}}}
Dette er en andengradsligning, hvor løsningen er:
{\displaystyle x=-{\frac {K_{s}}{2}}+{\sqrt {{\frac {K_{s}^{2}}{4}}+K_{s}c_{s}}}}
Altså er pH:

| {\displaystyle pH=-\log \left(-{\frac {K_{s}}{2}}+{\sqrt {{\frac {K_{s}^{2}}{4}}+K_{s}c_{s}}}\right)} | \| \| \| \| \| \| \| \| | (2) |
| |                         |     |
| |                         |     |
Denne ligning giver generelt en lavere hydroniumkoncentration end den stærke syre, men for små værdier af {\displaystyle c_{s}} er de to modeller næsten ens. Den svage syre giver en hydroniumkoncentration halvt så høj som for den stærke syre, når den er lig med den halve {\displaystyle c_{s}}:
{\displaystyle {\frac {c_{s}}{2}}=-{\frac {K_{s}}{2}}+{\sqrt {{\frac {K_{s}^{2}}{4}}+K_{s}c_{s}}}}
I denne formel kan {\displaystyle c_{s}} findes:
{\displaystyle {\begin{aligned}\left({\frac {c_{s}}{2}}+{\frac {K_{s}}{2}}\right)&={\frac {K_{s}^{2}}{4}}+K_{s}c_{s}\\{\frac {c_{s}^{2}}{4}}+{\frac {K_{s}^{2}}{4}}+{\frac {c_{s}K_{s}}{2}}&={\frac {K_{s}^{2}}{4}}+K_{s}c_{s}\\{\frac {c_{s}}{4}}+{\frac {K_{s}}{2}}&=+K_{s}\\c_{s}&=2K_{s}\end{aligned}}}
Den stærke syre approksimation kan altså bruges, når {\displaystyle c_{s}} er meget mindre end {\displaystyle 2K_{s}}
{\displaystyle c_{s}\ll 2K_{s}}
For ideelle stærke syrer er dette opfyldt, da syrestyrkekonstanten går mod uendelig.

#### Meget svag syre
For meget svage syrer
{\displaystyle x\ll c_{s}}
kan syrestyrkekonstanten approksimativt skrives:
{\displaystyle K_{s}={\frac {x^{2}}{c_{s}}}}
I så fald er pH:
{\displaystyle pH=-\log \left({\sqrt {K_{s}c_{s}}}\right)}
hvilket er det samme som:

| {\displaystyle pH={\frac {1}{2}}\cdot \left(pK_{s}-\log \left(c_{s}\right)\right)} | \| \| \| \| \| \| \| \| | (3) |
|                                                                                    |                         |     |
|                                                                                    |                         |     |
hvor
{\displaystyle pK_{s}=-\log \left(K_{s}\right)}

#### Inkl. vands autoprotolyse
De forudgående udtryk for pH giver alle en hydronium-koncentration på nul, når der ikke er opløst syre. En koncentration på nul ville dog betyde en uendelig pH:
{\displaystyle pH=-\lim _{x\rightarrow 0}\log(x)\rightarrow \infty }
For at beregne pH for meget lave syrekoncentrationer er det nødvendigt at medregne vands autoprotolyse beskrevet tidligere i artiklen, da den er ansvarlig for, at der er hydronium i helt rent vand. Der er altså to ligevægtsreaktioner:
{\displaystyle {\text{HA (aq)}}+{\text{H}}_{2}{\text{O}}{\text{ (l)}}\rightleftharpoons {\text{A}}^{-}{\text{ (aq)}}+{\text{H}}_{3}{\text{O}}^{+}{\text{ (aq)}}}
{\displaystyle 2{\text{H}}_{2}{\text{O}}{\text{ (l)}}\rightleftharpoons {\text{H}}_{3}{\text{O}}^{+}{\text{ (aq)}}+{\text{OH}}^{-}{\text{ (aq)}}}
Der er ligeledes to ligevægtskonstanter:
{\displaystyle K_{s}={\frac {[{\mbox{H}}_{3}{\mbox{O}}^{+}][{\mbox{A}}^{-}]}{[{\mbox{HA}}]}}}
{\displaystyle K_{w}=[{\mbox{H}}_{3}{\mbox{O}}^{+}][{\mbox{OH}}^{-}]}
Da begge reaktioner producerer hydronium, må det desuden gælde, at:
{\displaystyle {\mbox{[H}}_{3}{\mbox{O}}^{+}]=[{\mbox{A}}^{-}]+[{\mbox{OH}}^{-}]}
Denne ligning kan bruges til at finde pH, hvis højresiden erstattes.
Syrekoncentrationen ved ligevægt må være:
{\displaystyle {\mbox{[HA}}]=c_{s}-[{\mbox{A}}^{-}]}
Dette indsættes i udtrykket for syrestyrkekonstanten, og basekoncentrationen isoleres:
{\displaystyle {\begin{aligned}K_{s}&={\frac {[{\mbox{H}}_{3}{\mbox{O}}^{+}][{\mbox{A}}^{-}]}{c_{s}-[{\mbox{A}}^{-}]}}\\K_{s}(c_{s}-[{\mbox{A}}^{-}])&=[{\mbox{H}}_{3}{\mbox{O}}^{+}][{\mbox{A}}^{-}]\\K_{s}c_{s}-K_{s}[{\mbox{A}}^{-}]&=[{\mbox{H}}_{3}{\mbox{O}}^{+}][{\mbox{A}}^{-}]\\{\mbox{[H}}_{3}{\mbox{O}}^{+}][{\mbox{A}}^{-}]+K_{s}[{\mbox{A}}^{-}]&=K_{s}c_{s}\\([{\mbox{H}}_{3}{\mbox{O}}^{+}]+K_{s})[{\mbox{A}}^{-}]&=K_{s}c_{s}\\{\mbox{[A}}^{-}]&={\frac {K_{s}c_{s}}{[{\mbox{H}}_{3}{\mbox{O}}^{+}]+K_{s}}}\end{aligned}}}
Tilsvarende for hydroxid:
{\displaystyle [{\mbox{OH}}^{-}]={\frac {K_{w}}{[{\mbox{H}}_{3}{\mbox{O}}^{+}]}}}
Dermed:
{\displaystyle {\begin{aligned}{\mbox{[H}}_{3}{\mbox{O}}^{+}]&=[{\mbox{A}}^{-}]+[{\mbox{OH}}^{-}]\\{\mbox{[H}}_{3}{\mbox{O}}^{+}]&={\frac {K_{s}c_{s}}{[{\mbox{H}}_{3}{\mbox{O}}^{+}]+K_{s}}}+{\frac {K_{w}}{[{\mbox{H}}_{3}{\mbox{O}}^{+}]}}\end{aligned}}}
Hydroniumkoncentrationen erstattes med {\displaystyle x}, og ligningen omarrangeres:
{\displaystyle {\begin{aligned}x&={\frac {K_{s}c_{s}}{x+K_{s}}}+{\frac {K_{w}}{x}}\\(x+K_{s})x^{2}&=K_{s}c_{s}x+K_{w}(x+K_{s})\\x^{3}+K_{s}x^{2}&=K_{s}c_{s}x+K_{w}x+K_{w}K_{s}\end{aligned}}}
Dvs.

| {\displaystyle 0=x^{3}+K_{s}x^{2}-(K_{s}c_{s}+K_{w})x-K_{w}K_{s}} | \| \| \| \| \| \| \| \| | (4) |
|                                                                   |                         |     |
|                                                                   |                         |     |
Denne tredjegradsligning reducerer til andengradsligningen for den svage syre, hvis {\displaystyle K_{w}} sættes til nul.

Tredjegradsligningen kan løses numerisk.

#### Eksempel
En opløsning af præcis 0,1 M hydrogenchlorid (HCl), der har en Ks på 106,3 M, har jævnfør approksimationen lign. 1 for stærke syrer:
{\displaystyle pH=-\log \left({\frac {0,1{\text{ M}}}{1{\text{ M}}}}\right)=1}
Jf. den mere generelle lign. 2 beskrevet under svage syrer er pH:
{\displaystyle pH=-\log \left({\frac {1}{1{\text{ M}}}}\left(-{\frac {10^{6,3}{\text{ M}}}{2}}+{\sqrt {{\frac {\left(10^{6,3}{\text{ M}}\right)^{2}}{4}}+10^{6,3}{\text{ M}}\cdot 0,1{\text{ M}}}}\right)\right)=1,00000002}
Der er altså først en afvigelse på det ottende decimal i dette tilfælde, hvorfor det er praktisk at betragte saltsyre som en stærk syre.

Hvis ligning 3 for en meget svag syre fejlagtigt bruges, giver den:
{\displaystyle pH={\frac {1}{2}}\left(6,3+1\right)=3,65}
Denne pH er over tre gange så høj som de andre pH-estimater og altså som forventet ikke anvendelig for HCl.

### Beregning af pOH for opløsninger af syrer
Formler, som dem der findes i afsnittet "Beregning af pH for opløsninger af syrer", kan også udledes for pOH. Dette gør man dog af tradition ikke, da følgende formel er tilstrækkelig, når pH kan beregnes:
{\displaystyle [H_{3}O^{+}]\cdot [OH^{-}]=K_{w}\Leftrightarrow pH+pOH=pK_{w}}
{\displaystyle {\begin{aligned}&[H_{3}O^{+}]\cdot [OH^{-}]=1,0\cdot 10^{^{-14}}M^{2}\quad (25^{\circ }C)\\&\Updownarrow \\&pH+pOH=14\quad (25^{\circ }C)\\\end{aligned}}}

### Beregning af basers pH
Der findes flere måder, hvorpå pH for baser kan beregnes.
For baser er den korrekte måde:
{\displaystyle pH=14+\log \left({\frac {-K_{b}}{2}}+{\sqrt {{\frac {{K_{b}}^{2}}{4}}+K_{b}\cdot {c_{b}}}}\right)}
hvor
cb angiver den formelle koncentration af base.
Kb angiver baseligevægtskonstanten, der kan findes som en tabelværdi og her kan omskrives til:
{\displaystyle K_{b}={\frac {[OH^{-}]^{2}}{c_{b}-[OH^{-}]}}}
Det viser sig dog, at man ved en række simple antagelser, der oftest er tilladelige, kan udregne, hvor stærke og svage baser er på en lettere måde:
En stærk bases pH kan tilnærmes ved følgende formel:
{\displaystyle pH=14-(-\log \left(c_{b}\right))}
En svag bases pH kan tilnærmes ved følgende formel:
{\displaystyle pH=14-0,5\cdot \left(pK_{b}-\log \left(c_{b}\right)\right)}

### Beregning af basers pOH
Formler, som dem der findes i afsnittet "beregning af basers pH", kan også udledes for pOH. Dette gør man dog af tradition ikke, da følgende formel er tilstrækkelig, når pH kan beregnes:
{\displaystyle [H_{3}O^{+}]\cdot [OH^{-}]=K_{w}\Leftrightarrow pH+pOH=pK_{w}}
{\displaystyle {\begin{aligned}&[H_{3}O^{+}]\cdot [OH^{-}]=1,0\cdot 10^{^{-14}}M^{2}\quad (25^{\circ }C)\\&\Updownarrow \\&pH+pOH=14\quad (25^{\circ }C)\\\end{aligned}}}

## Eksempler på pH
pH-skalaen har sit neutrale punkt ved 7, hvor der er lige meget syre og base til stede. Værdierne mellem 4,5 og 8,5 er det interval, man finder i danske jordtyper.
| Opløsning                 | pH                                |
| ------------------------- | --------------------------------- |
| Akkumulatorsyre           | 1,0                               |
| Mavesyre                  | 2,0-3,0                           |
| Citronsaft                | 2,4                               |
| Cola                      | 2,5                               |
| Eddike                    | 2,9                               |
| Appelsin- eller æblejuice | 3,5                               |
| Vagina                    | 3,8 - 4,5                         |
| Yoghurt                   | 4,2                               |
| Øl                        | 4,5                               |
| Kaffe                     | 5,0                               |
| Te                        | 5,5                               |
| Syreregn                  | < 5,6                             |
| Mælk                      | 6,5                               |
| Rent vand                 | 7,0 (ca. 6,0 med adgang til luft) |
| Blod                      | 7,34 - 7,45                       |
| Havvand                   | 8,0                               |
| Håndsæbe                  | 9,0 - 10,0                        |
| Ammoniakvand              | 11,5                              |
| Natronlud                 | 13,5                              |